# Peter 2. af Rusland
Peter II (russisk: Пётр II Алексеевич, tr. Pjotr II Aleksejevitj) (23. oktober 1715 – 29. januar 1730) var zar af Rusland fra 1727 til sin død i 1730. Han var barnebarn af Peter den Store og dennes første kone Eudoxia Lopukhina.

## Biografi
I sin barndom levede den forældreløse storfyrste strengt afsondret og blev totalt ignoreret af sin bedstefar, og det blev ikke bedre i Katarina 1.s regeringstid. Kort før hendes død stod det imidlertid klart, at man ikke længere kunne holde den eneste mandlige efterkommer af Peter den Store borte fra magten. Både folket og en stor del af adelen var på hans side, og da hans onkel på mødrene side, kejser Karl 6. vedholdende pressede på, måtte den egentlige magthaver fyrst Mensjikov gå med til, at han skulle efterfølge Katarina. 18. maj 1727, dagen efter Katarinas død, proklameredes det, at det var hendes sidste vilje, at Peter skulle efterfølge hende, og den 12-årige Peter blev kåret til enevældig zar. Han blev kronet 25. februar 1728.
Den svage zar Peter blev offer for en magtkamp mellem kredsen omkring Mensjikov og en reaktionær bojarklike (en russisk adelsklasse). Disse var under ledelse af den skruppelløse fyrst Vasilij Dolgorukov, som gik af med sejren, hvorefter de gamle magthavere blev forvist til Sibirien. Dolgorukov fik sin søster forlovet med Peter, men på deres bryllupsdag døde zaren af kopper, og med ham uddøde slægten Romanovs mandslinje.